# Shirosato
Shirosato (japanska: 城里町?, Shirosato-machi) är en landskommun i Ibaraki prefektur i Japan. 